# Chesneya karatavica
Chesneya karatavica är en ärtväxtart som beskrevs av Rudolf V. Kamelin. Chesneya karatavica ingår i släktet Chesneya och familjen ärtväxter. Inga underarter finns listade i Catalogue of Life.